# Howdah

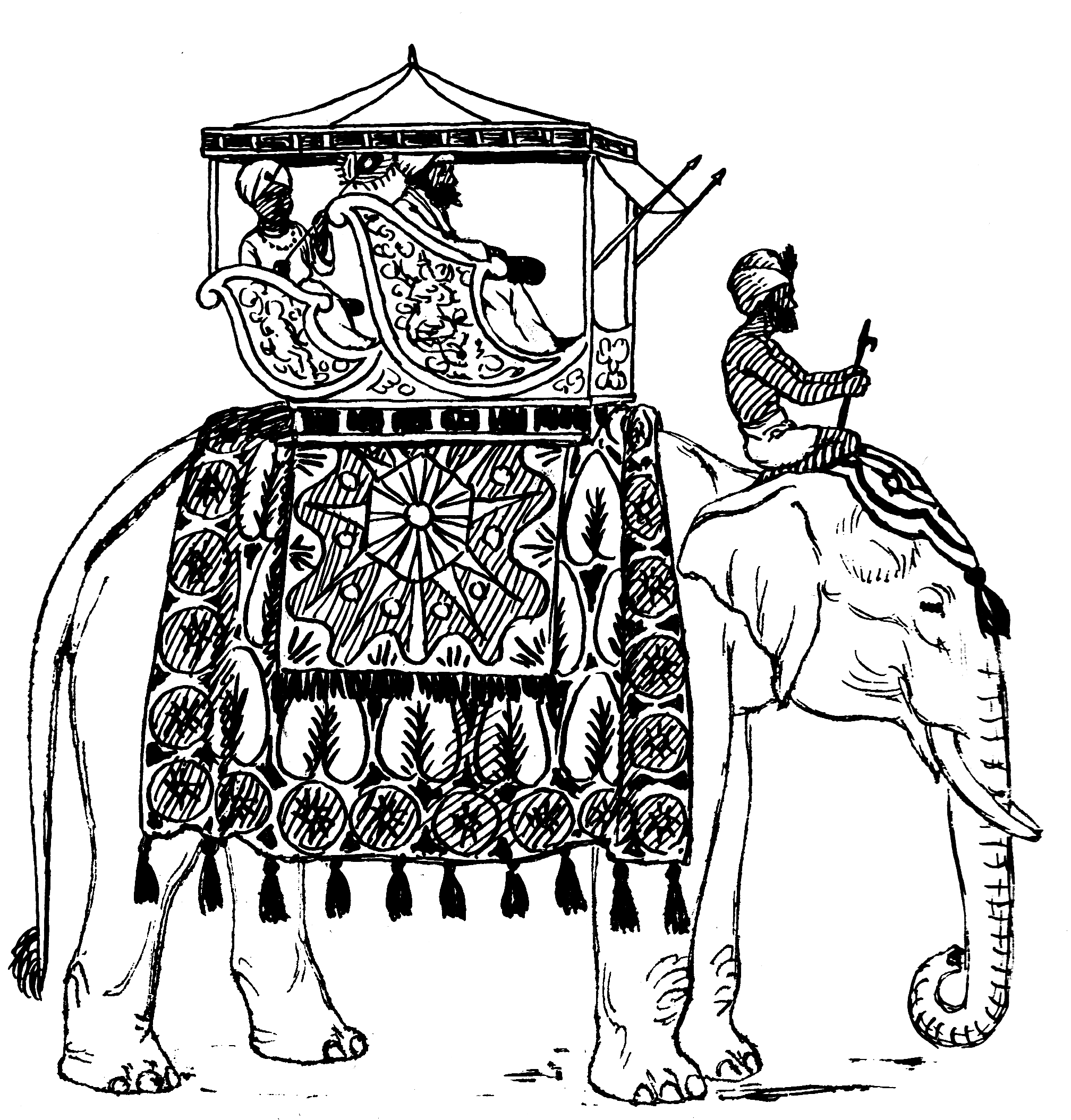
Elefante con howda.

Una howdah, o houdah (del Hindi: हौदा), derivado del árabe هودج (hawdaj), que significa 'cama cargada por un camello', conocida también como hathi howdah (hāthī haudā, हाथी हौदा), es un tipo de albarda, palanquín o litera que se coloca sobre el lomo de un elefante, u ocasionalmente sobre algún otro animal, como los camellos. Fue usado más a menudo en la Antigüedad con diversos propósitos, entre los que destacan el de símbolo de prestigio llevando gente importante durante las procesiones, el de protección para la práctica de la caza mayor, y el militar, ya sea como puesto de mando, atalaya o barricada móvil. Su ornamentación representaba también la riqueza o el poder de su dueño, y en consecuencia usualmente las howdas eran elaboradamente decoradas, incluso con gemas. 
Entre las howdahs más destacadas están la howdah Dorada, que se exponee en el Museo Napier en Thiruvananthapuram, que fue utilizada por el maharajá de Travancore, así como la usada tradicionalmente durante la procesión de elefantes del famoso festival Mysore Dasara, en Karnataka. El Museo de la Fortaleza de Mehrangarh, en Jodhpur (Rayastán), tiene una galería de howdahs de la realeza. 
En la actualidad se usa primordialmente en las festividades políticas y religiosas de Asia, y en general se utilizan principalmente con fines turísticos o comerciales en el sudeste asiático, siendo objeto de controversia, ya que grupos y organizaciones de defensa de los derechos de los animales, como la Millennium Elephant Foundation, critican abiertamente su uso, citando evidencia de que las howdahs pueden causar daños permanentes en la columna vertebral, los pulmones y otros órganos de los elefantes y pueden acortar considerablemente sus vidas.

## Historia
Un pasaje escrito por el historiador romano Curcio describe los estilos de vida de los reyes de la antigua India durante la "Segunda urbanización" (c. 600 – c. 200 a. C.) que viajaban en literas montadas sobre elefantes o howdahs cuando partían a expediciones distantes.

## Descripción
Una howdah, como las utilizados por los príncipes de la India, es una silla de madera que forma dos compartimentos, cubierta con hojas de plata y oro, y fijada firmemente al lomo del elefante. El compartimento delantero, que ofrecía más espacio para las piernas y la seguridad añadida de una lámina metálica protectora, estaba destinada a los reyes o príncipes; el compartimento trasero, más pequeño, albergaba a los guardaespaldas de confianza.
La parte inferior de la howdah, que descansa sobre el lomo del elefante, sigue la forma del elefante y se apoya en una protección acolchada, destinada a proteger al animal de la fricción. La howdah se sujeta firmemente al elefante con correas. 

## Uso

### En la caza
En la época de los maharajás, las howdahs eran perfectamente adecuadas para la caza de tigres a lomos de elefantes. Además de la comodidad de moverse por la selva y de la posibilidad de ir varias personas juntas en el mismo elefante, el gran tamaño y la fuerza del elefante proporcionaban una importante protección contra ataques de los tigres, en comparación con la caza a pie o a caballo.
Sin embargo, no era raro que los tigres atacaran al elefante, intentando subirse a la howdah y atacar directamente a los cazadores. Por lo tanto, era una costumbre cargar un arma de último recurso para disparar al tigre si llegaba a la howdah, que se conoce como pistola howdah, un arma imprecisa pero de gran calibre.

### En la guerra

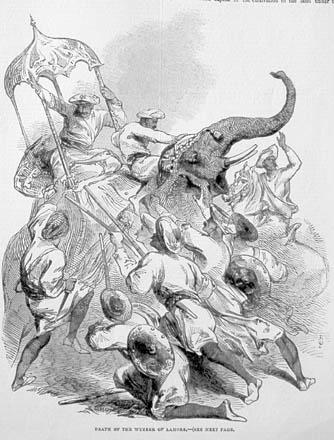
Elefante de guerra

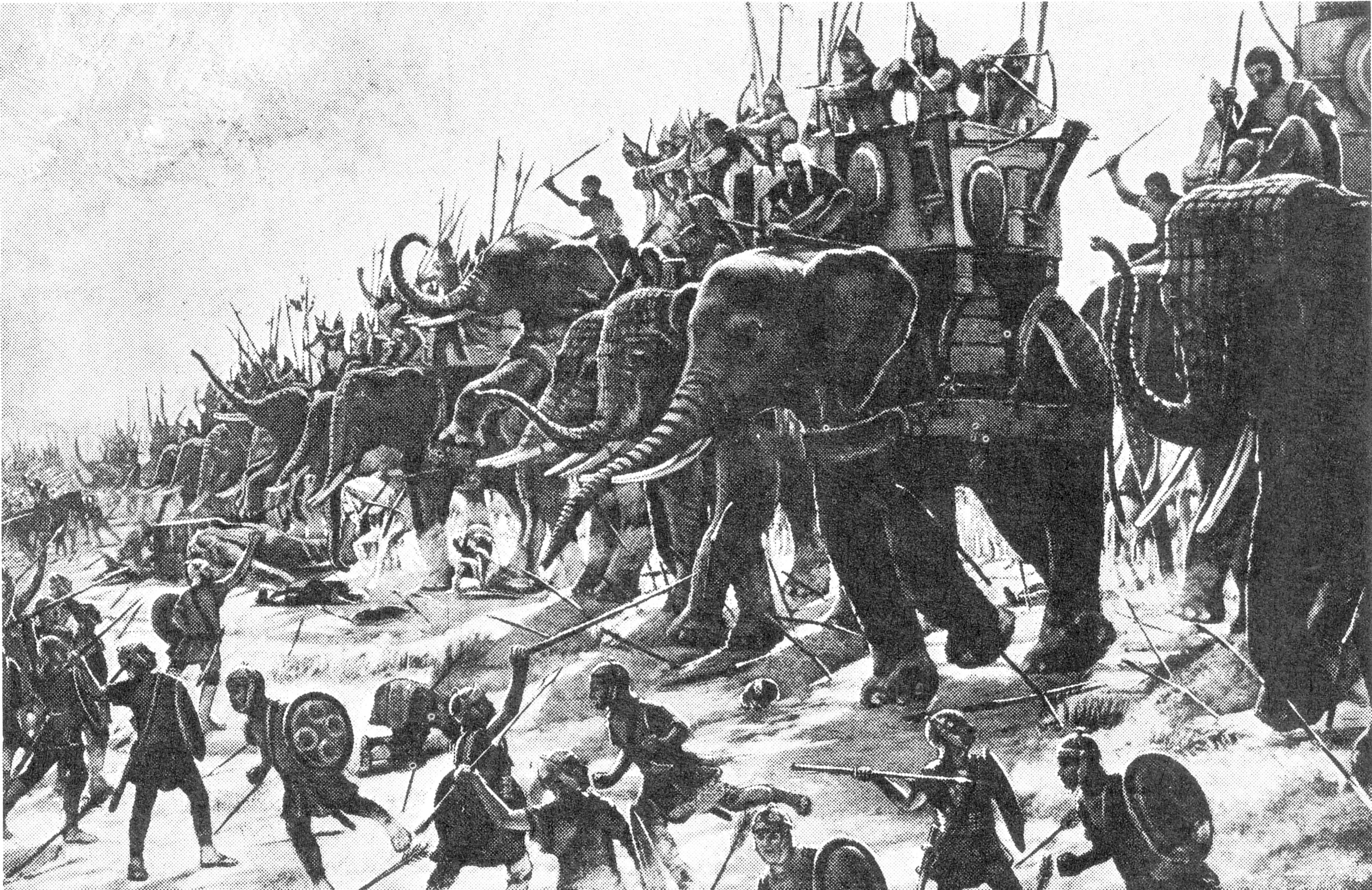
Elefantes de guerra cartagineses en la batalla de Zama contra los romanos. Cada howdah alberga un grupo de arqueros (Henri-Paul Motte, 1890).

En la antigua India, donde se utilizaron por primera vez los elefantes de guerra, la fuerza de un príncipe se medía por el número de elefantes de guerra que tenía a su disposición, ya que eran el equivalente de las artillerías modernas, aplastando al ejército enemigo y rompiendo sus defensas. Los elefantes de guerra llevaban una howdah en sus lomos, desde la cual los arqueros disparaban flechas a las tropas enemigas.
Desde la India, el uso de elefantes de guerra se extendió a Persia, y Alejandro Magno se enfrentó, por primera vez para un ejército occidental, contra 15 elefantes de guerra posicionados en el centro del ejército persa.
Sin embargo, las guerras más famosas en las que participaron los elefantes fueron las guerras púnicas, en las que se enfrentaron Roma y Cartago. En la segunda guerra púnica, el general cartaginés Aníbal llevó elefantes de guerra desde África a través de los Alpes.

## Galería de howdahs, en el Museo de la Fortaleza de Mehrangarh
El museo de la fortaleza de Mehrangarh, en Jodhpur, tiene una galería dedicada a un arreglo de Hathi howdahs, usadas por el maharana de Mewar, principalmente para ocasiones ceremoniales.

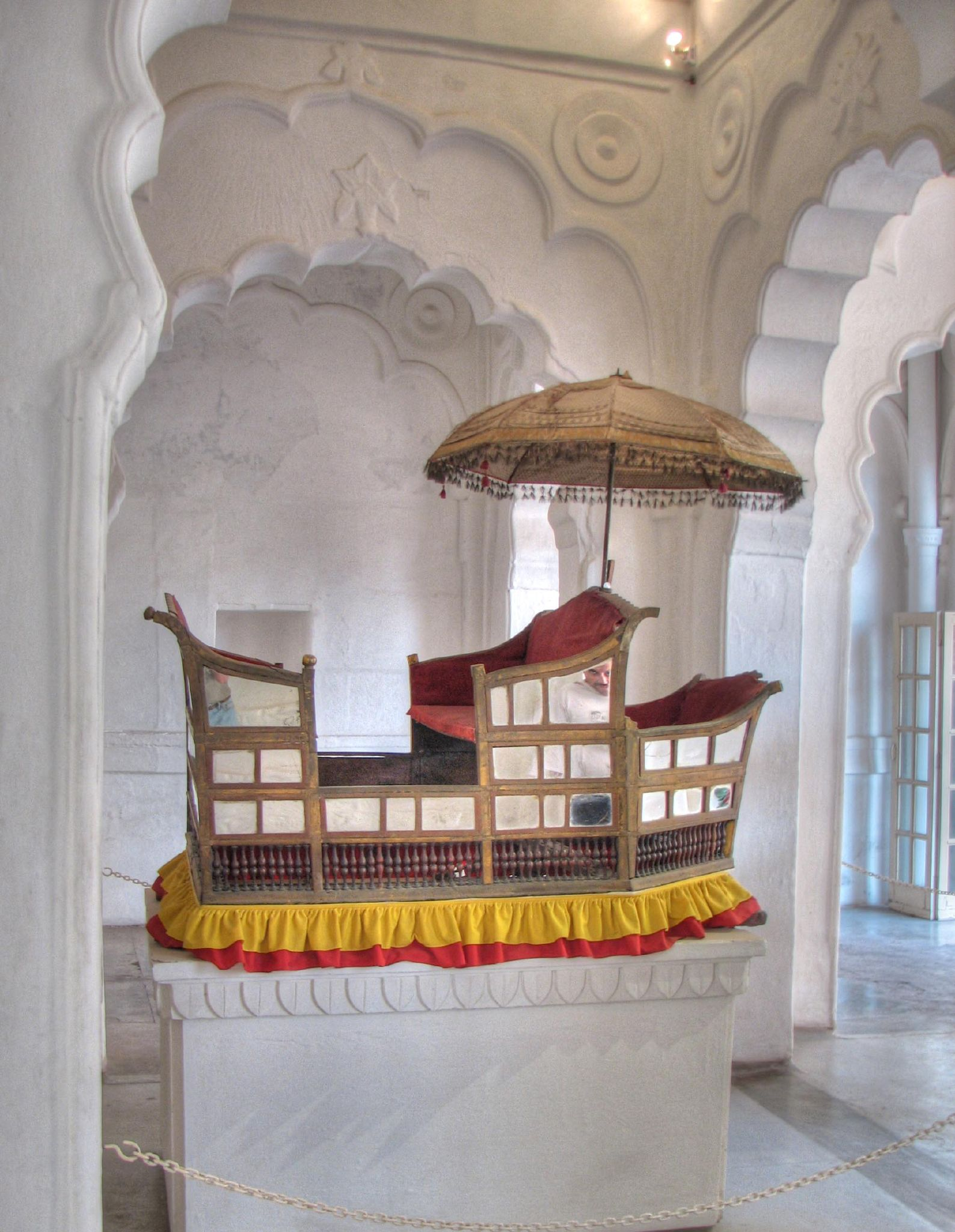
Hathi Howdah, Museo de la fortaleza de Mehrangarh.
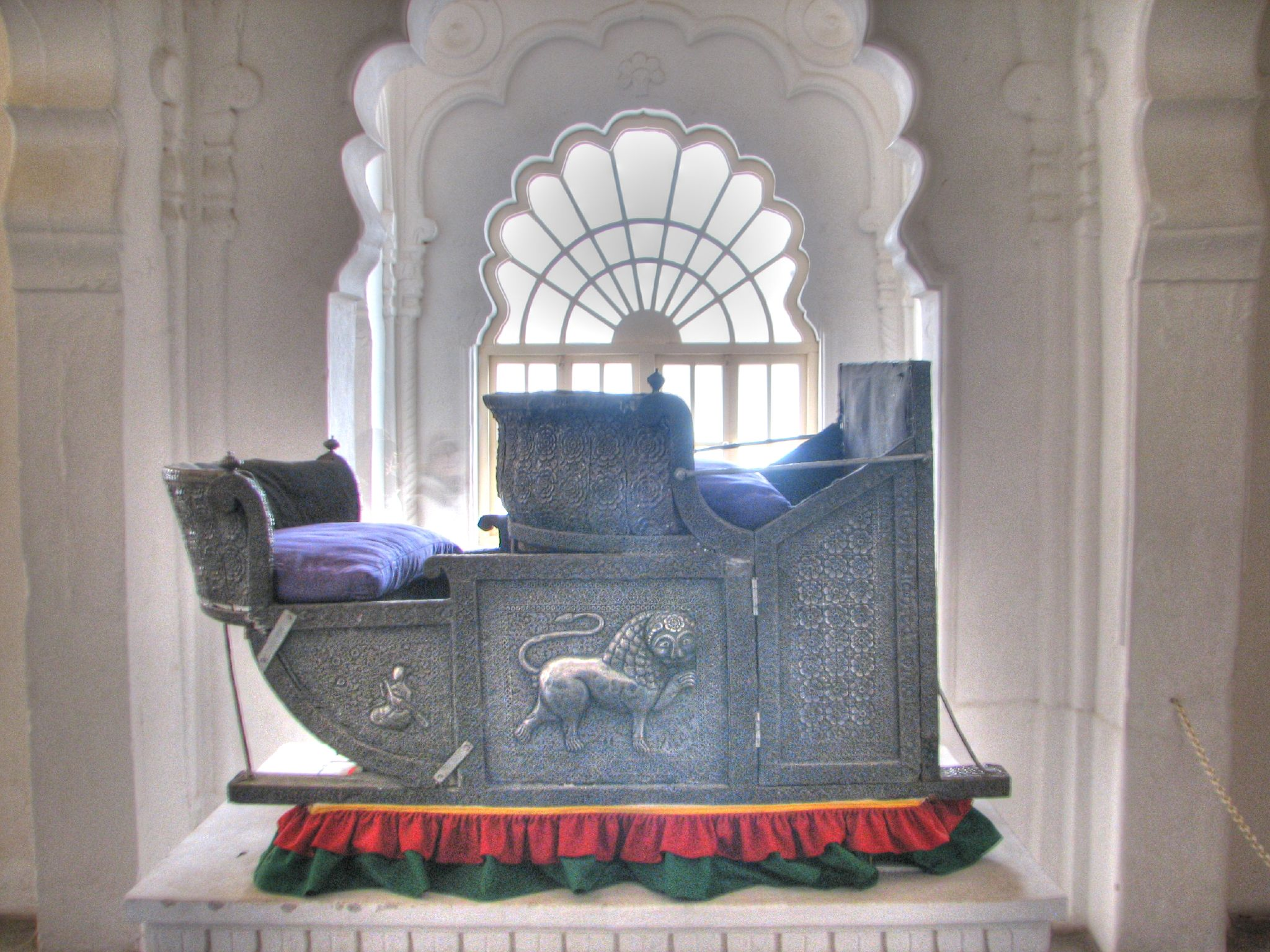
Hathi Howdah plateado, museo de la Fortaleza de Mehrangarh.
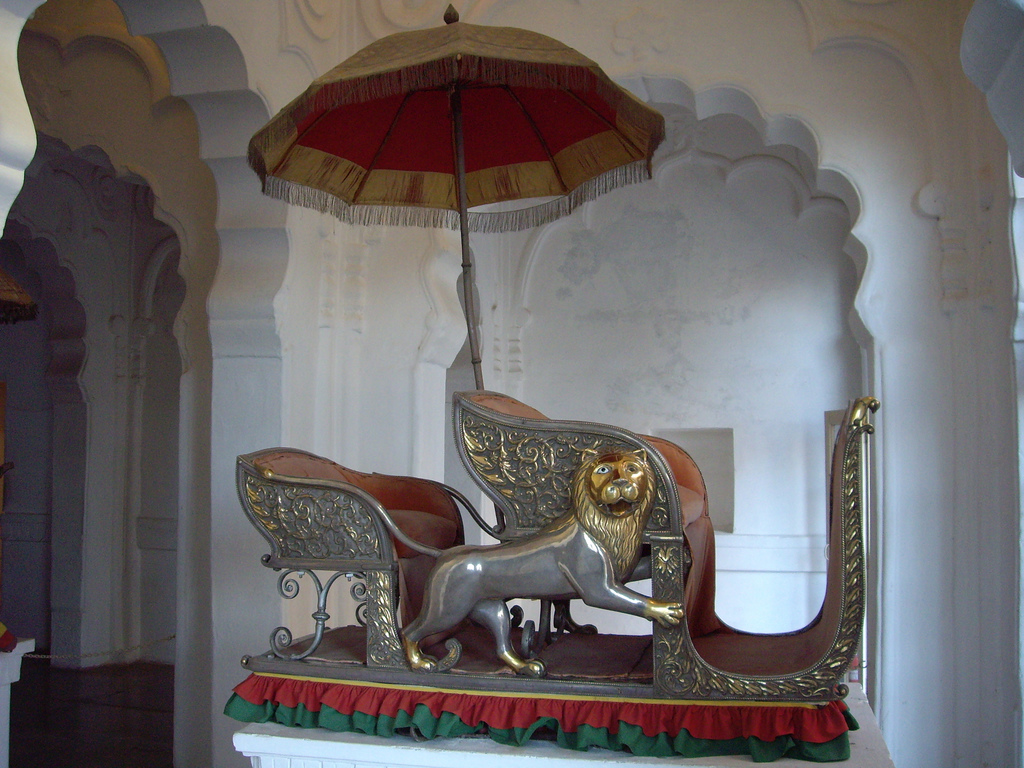
Hathi Howdah o silla de elefante en el museo de la fortaleza de Mehrangarh.